# Lior Šambadal
Lior Šambadal (hebrejsko ליאור שמבדל), izraelski dirigent in skladatelj, * 14. maj 1950, Tel Aviv. 
Tam je študiral violo, pozavno, kompozicijo in dirigiranje. Študij dirigiranja je nadaljeval na salzburškem Mozarteumu pri Carlu Mellesu in na Dunaju pri Hansu Swarowskem. Izpopolnjeval se je pri Carlu Marii Giuliniju, Sergiu Celibidacheju, Igorju Markeviču in Francu Ferrari. Na Dunaju je študiral tudi kompozicijo pri Dieterju Kauffmannu in Friedrichu Cerhi ter se izpopolnjeval na mojstrskih tečajih v Parizu pri Henryju Dutilleuxu in v Aix en Provance-u pri Witoldu Lutoslawskem. Napisal je vrsto komornih, vokalnih in simfoničnih del. Ustanovil in vodil je ansambel skupine skladateljev Acustic 7/11 in ansambel Musica Nova. Leta 1978 je osvojil nagrado orkestra na mednarodnem tekmovanju dirigentov v organizaciji Danskega radia in prvo nagrado na tekmovanju Vittorio Gui v Firenzah. Leta 1980 je postal šef dirigent simfoničnega orkestra v Haifi, med letoma 1986 in 1993 je vodil Kibuški komorni orkester v Tel Avivu. Od leta 1993 do leta 2000 je bil umetniški vodja in dirigent operne hiše v Kaiserslauternu v Nemčiji. Od leta 1997 dalje je šef dirigent orkestra Berlinski simfoniki. S tem orkestrom je izvedel vrsto koncertnih turnej v Angliji, Franciji, Braziliji, na Japonskem, Kitajskem in v Koreji. Je tudi umetniški vodja komornega orkestra Mendelssohn Players; ustanovil ga je leta 2003. 
Med letoma 2000 in 2003 je bil šef dirigent Simfoničnega orkestra RTV Slovenija. V tem času je zasnoval dva nova koncertna ciklusa Simfoničnega orkestra RTV Slovenija: Millenium sacrum, v katerem je izvedel vrsto del z duhovno inspiracijo, ki jih v Ljubljani še nismo slišali, ter ciklus Mozartove in z Mozartovo povezane glasbe, ki pod imenom Mozartine uspeva še danes. Posnel ali izvedel je preko štirideset slovenskih glasbenih del, nekatera pa so na njegovo pobudo tudi nastala. 
Dirigiral je orkestru Izraelske filharmonije in Simfoničnemu orkestru Bavarskega radia, redno gostuje pri orkestru Danskega radia, orkestru Severnonemškega radia, Bamberški filharmoniji, Seulski filharmoniji ter simfoničnema orkestroma v Montpellieru in Buenos Airesu. Za založbi Claves in Arte Nova je posnel vrsto zgoščenk, med drugim več programov s klarinetistom Gyoro Feidmanom, sopranistko Eleno Zaremba in violinistom Ingolfom Turbanom.